# Sonetă

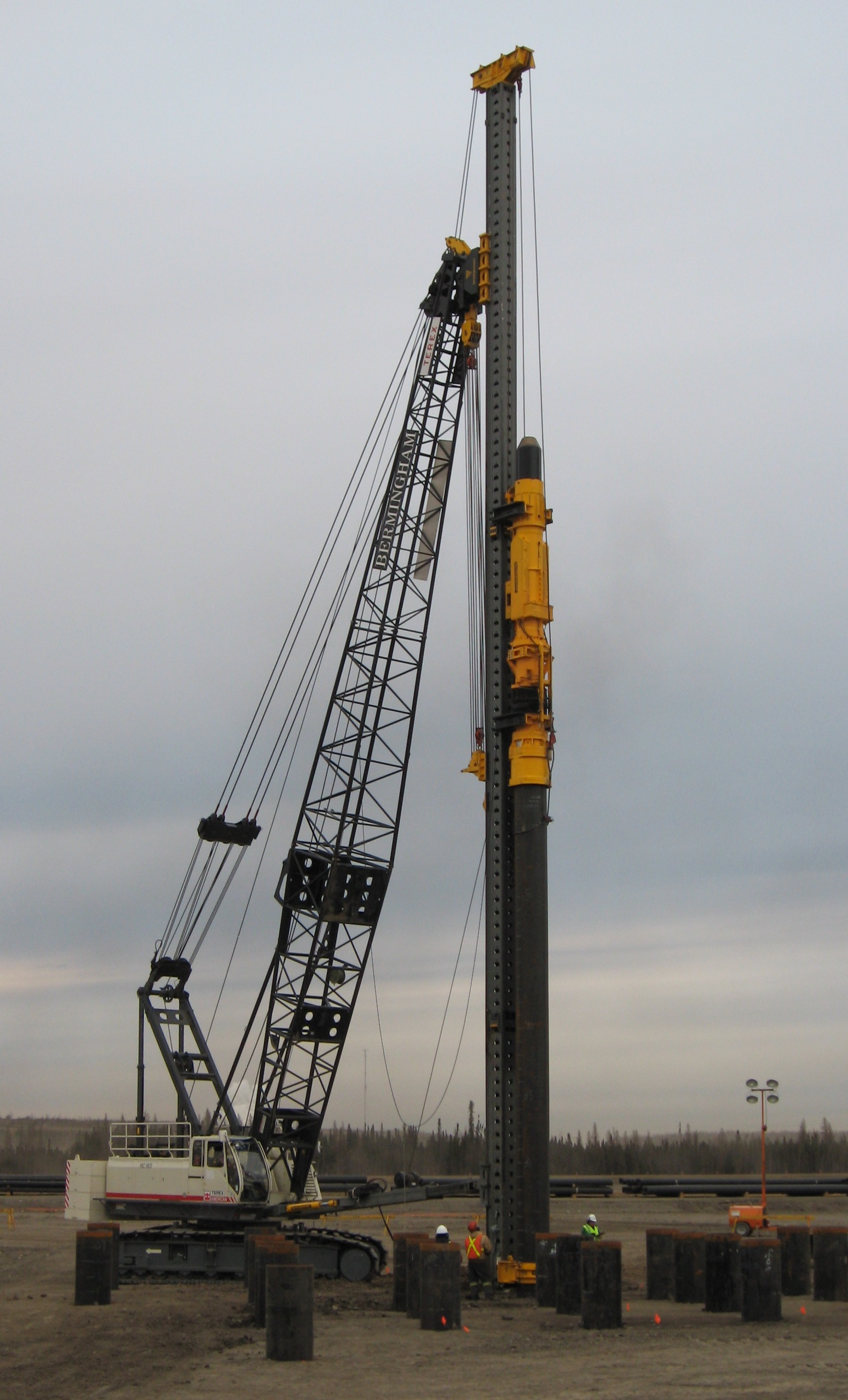

Soneta este un dispozitiv alcătuit dintr-un berbec care alunecă pe un stâlp vertical, cu care se bat (manual sau mecanic) piloții (de lemn sau metalici) în sol (de obicei pe fundul unei ape), menținându-i totodată în poziția prescrisă.

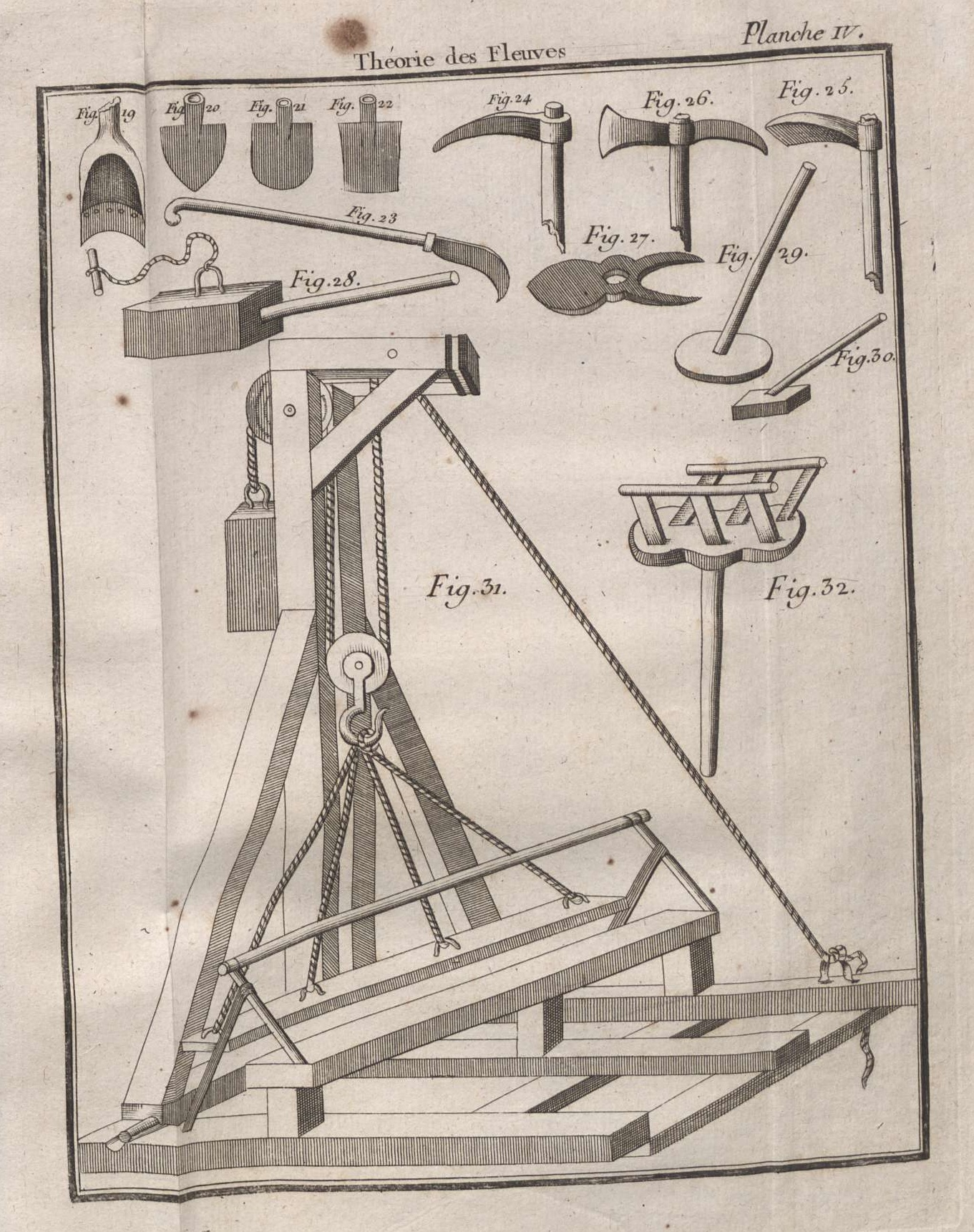
Abhandlung vom Wasserbau an Strömen, 1769

O sonetă simplă are un vinci care ridică o greutate mare la capătul unui cadru. Când greutatea cade, ea câștigă viteză și energie cinetică. Greutatea livrează o energie mai mare de 1 milion de jouli pilonului la fiecare lovitură.
La sonetele cu cădere liberă, pentru baterea piloților de beton armat sau precomprimat, înălțimea de cădere a berbecului trebuie astfel stabilită încât lucrul mecanic pentru fiecare lovitură să nu depășească 20 KN. Greutatea mică a berbecului nu se va compensa în nici un caz cu înălțimea mare de cădere. Pentru a se evita spargerea capului pilotului de beton este mai bine să se folosească un berbec greu și înălțime mică de cădere, pentru obținerea lucrului mecanic corespunzător.